# Baréko (peuple)
Pour les articles homonymes, voir Baréko.
Les Baréko sont une population bantou vivant dans la région du Littoral au Cameroun, dans le département du Moungo, notamment dans le village du même nom, Baréko. C'est le peuple du Moungo, aussi appelé SAWA.
En 1949 le nombre des Baréko a été estimé à 2 752. Le Moungo couvre une superficie de 3 723 km² et compte une population totale de 452 722. [1] La capitale du département se lit à Nkongsamba.